# Hohenkammer

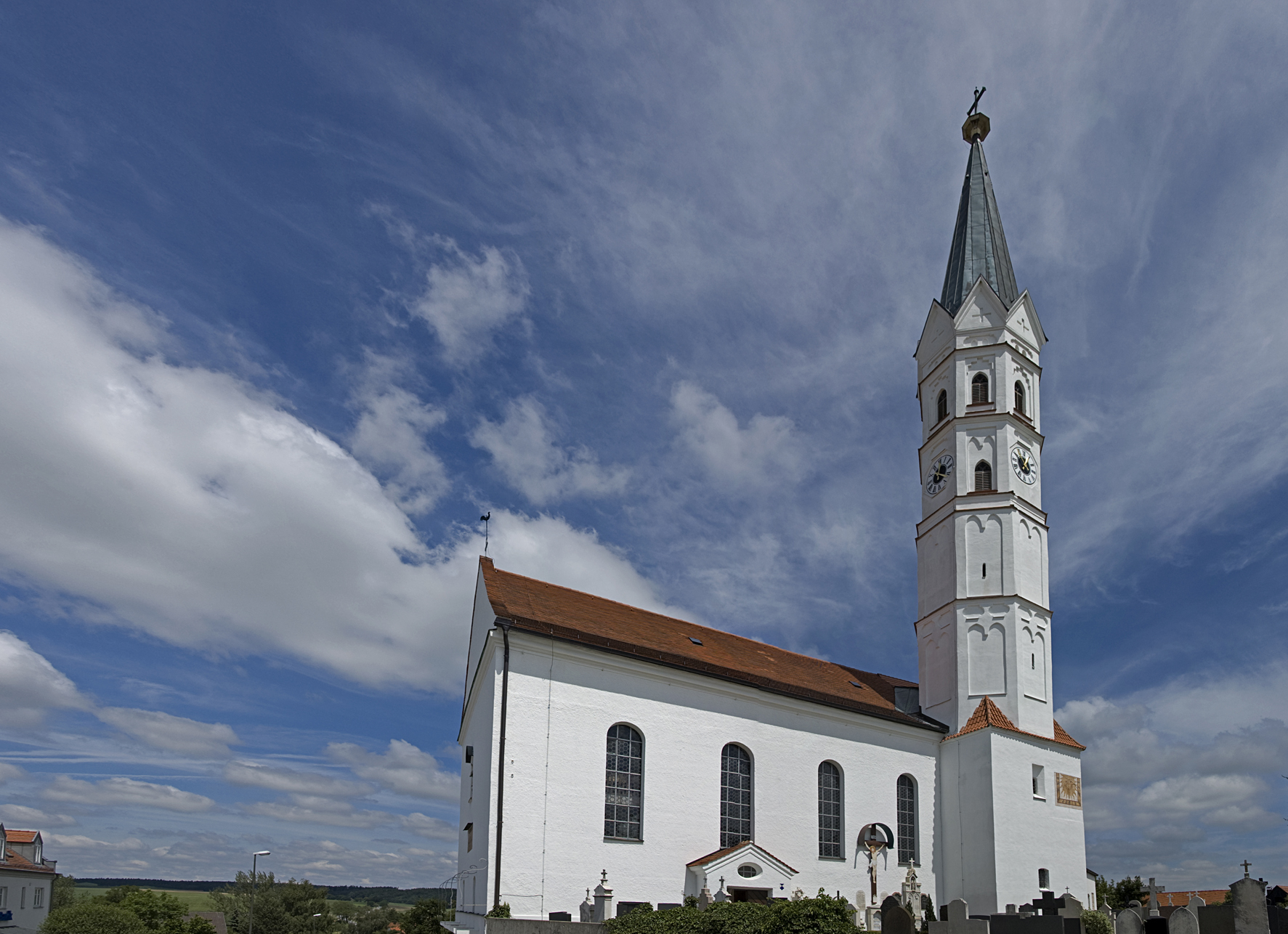
Pfarrkirche St. Johannes Evangelist in Hohenkammer

Hohenkammer ist eine Gemeinde im oberbayerischen Landkreis Freising. Sie liegt im Westen des Landkreises.

## Geographie
Der Hauptort, das Pfarrdorf Hohenkammer, liegt an der Glonn im Schnittpunkt der Bundesstraße 13 (Würzburg – Ingolstadt – München – Sylvensteinsee) mit der Staatsstraße 2054 (Landsberg am Lech – Markt Indersdorf – Allershausen – Kirchdorf – Geisenhausen).

## Gemeindegliederung
Es gibt 16 Gemeindeteile (in Klammern ist der Siedlungstyp angegeben):
- Deutldorf (Dorf)
- Dörnbach (Weiler)
- Eglhausen (Kirchdorf)
- Haberhof (Einöde)
- Herschenhofen (Dorf)
- Hohenkammer (Pfarrdorf)
- Kleinkammerberg (Einöde)
- Niernsdorf (Dorf)
- Oberwohlbach (Dorf)
- Pelka (Einöde)
- Riedhof (Weiler)
- Schlipps (Kirchdorf)
- Untermarbach (Dorf)
- Unterwohlbach (Dorf)
- Wahl (Einöde)
- Waltenhofen (Weiler)

## Geschichte

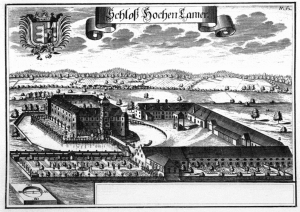
Kupferstich von Michael Wening in Topographia Bavariae um 1700

Der Ort wurde als „Chamara“ erstmals im Jahr 734 erwähnt. Der heutige Ortsname wurde erst im 16. Jahrhundert gebräuchlich. Die ursprüngliche Burg gehörte den erstmals im 11. Jahrhundert bezeugten Herren von Kammer bzw. Camer. Sie waren Ministeriale der Grafen von Scheyern. Von 1551 bis 1801 war die geschlossene Hofmark Hohenkammer im Besitz der Grafen von Haslang, die an der Stelle der Burg das Schloss Hohenkammer errichteten. Mit dem Zweiten Gemeindeedikt in Bayern wurde Hohenkammer 1818 eine selbständige politische Gemeinde.

### Eingemeindungen
Vor 1855 wurde der Ort Oberwohlbach eingemeindet. Im Zuge der Gebietsreform in Bayern wurden am 1. Januar 1972 Teile der Gemeinde Schlipps und am 1. April 1972 Teile der aufgelösten Gemeinde Lauterbach eingegliedert. Von 1978 bis 1998 gehörte die Gemeinde der Verwaltungsgemeinschaft Allershausen an.

### Einwohnerentwicklung
Zwischen 1988 und 2018 wuchs die Gemeinde von 1670 auf 2662 um 992 Einwohner bzw. um 59,4 %.

## Politik

### Gemeinderat
Die Kommunalwahlen 2002, 2008, 2014 und 2020 führten zu den folgenden Sitzverteilungen im Gemeinderat.
Mit der Kommunalwahl 2014 zerbrach die Listenverbindung der CSU mit der Bürgervereinigung, die zwei Wahlperioden gehalten hatte. Die Bürgervereinigung Hohenkammer zog mit einer eigenen Liste in den Gemeinderat ein. Die SPD trat 2002 als „SPD/Bürgerliste“ an; ab 2008 wieder als SPD. Im Gemeinderat 2014 bis 2020 waren insgesamt fünf Parteien beziehungsweise Wählervereinigungen vertreten; so viele wie noch nie zuvor.
Zur Kommunalwahl im März 2020 gab es keine Liste der Grünen mehr.
| Partei / Wählergruppe         | 2002 | 2008 | 2014 | 2020 |
| CSU                           | 11   | 10   | 5    | 5    |
| SPD                           | 3    | 3    | 2    | 2    |
| FDP                           | –    | 1    | 1    | 2    |
| Grüne                         | –    | –    | 1    | –    |
| Bürgervereinigung Hohenkammer | –    | –    | 5    | 5    |
| Gesamt                        | 14   | 14   | 14   | 14   |

Nach Prozenten wurde folgendermaßen abgestimmt (gewichtete Stimmen in %):
| Partei / Wählergruppe         | 2002 | 2008 | 2014 | 2020 |
| CSU                           | 76,2 | 65,3 | 35,3 | 34,5 |
| Bürgervereinigung Hohenkammer | –    | –    | 37,1 | 37,4 |
| SPD                           | 23,8 | 24,0 | 12,0 | 10,8 |
| FDP                           | –    | 10,3 | 9,2  | 17,3 |
| Grüne                         | –    | –    | 6,4  | –    |
| Gesamt                        | 100  | 100  | 100  | 100  |

### Bürgermeister
Der amtierende Erste Bürgermeister ist Mario Andreas Berti (CSU).
Frühere Bürgermeister:
- 1912–1936: Franz Petz
- 1936–1946: Anton Geisenhofer
- 1946–1966: Michael Rottenkolber
- 1966–1972: Josef Lechner
- 1972–1978: Josef Kistler
- 1978–1996: Georg Ziegltrum
- 1996–2020: Johann Stegmair

### Wappen
| | Blasonierung: „Gespalten; vorne in Silber eine rote Barte, hinten im Eisenhutschnitt gespalten von Rot und Gold.“ |
| Wappenbegründung: Das Wappen vereint Elemente aus den Wappen zweier Adelsgeschlechter, die über längere Zeit als Besitzer des imposanten Schlosses Hohenkammer und als Hofmarksherren eine wichtige Rolle im Gemeindegebiet spielten. Die rote Barte in Silber im vorderen Feld erinnert an die Herren von Camer (Kammer) aus der Familie der Partenecker, die vom ausgehenden 12. Jahrhundert bis 1550 als Herren auf Hohenkammer nachweisbar sind. Das hintere, im Eisenhutschnitt von Rot und Gold gespaltene Feld ist das Familienwappen der Freiherren bzw. Grafen von Haslang, die auf die Camer folgten und Hohenkammer bis 1819 innehatten. Dieses Wappen wird seit 1980 geführt. | |

## Baudenkmäler
- Schloss Hohenkammer
- Pfarrkirche St. Johannes Evangelist
- Ehemaliger Pfarrhof mit Walmdach, errichtet 1702

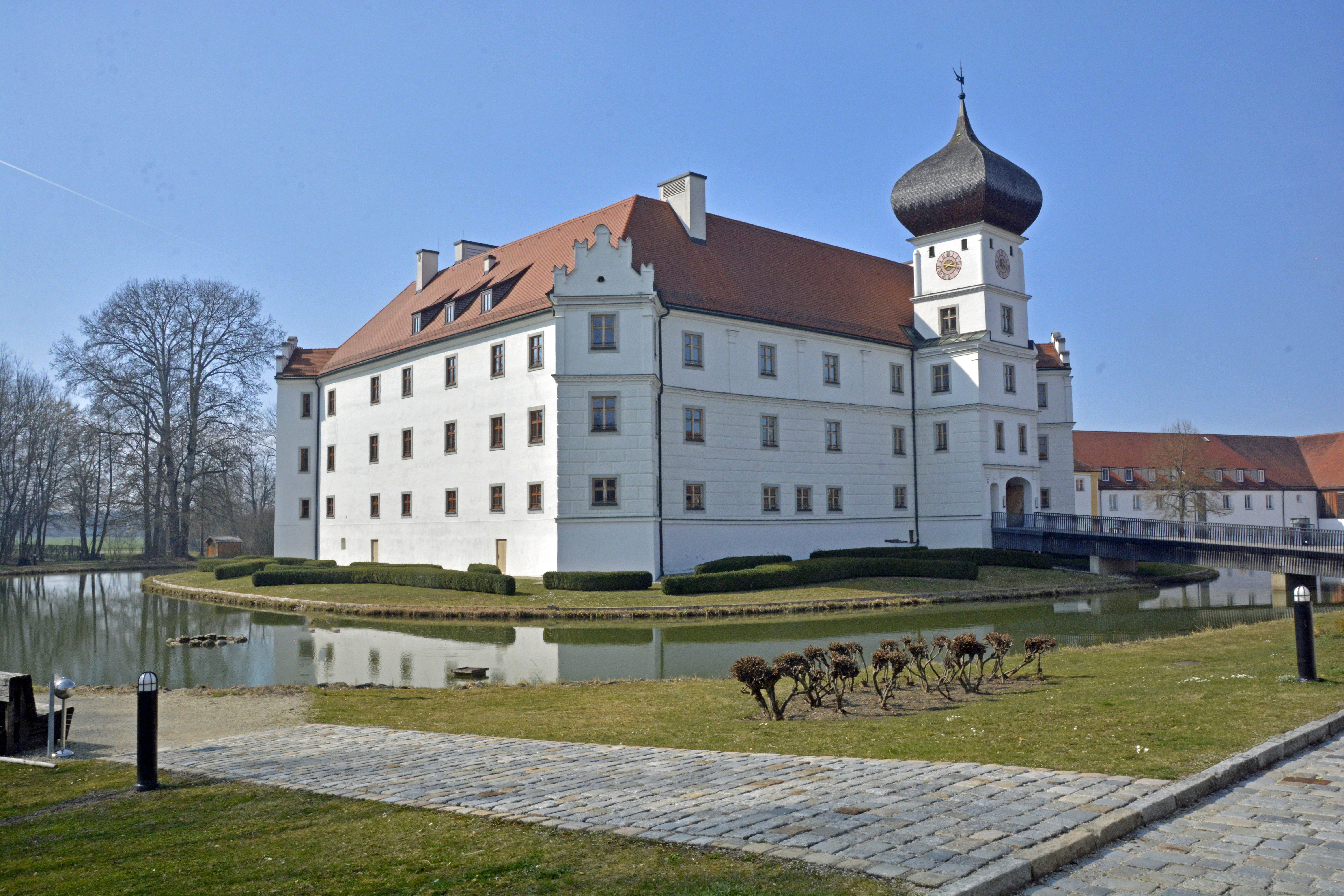
Schloss Hohenkammer (2019)
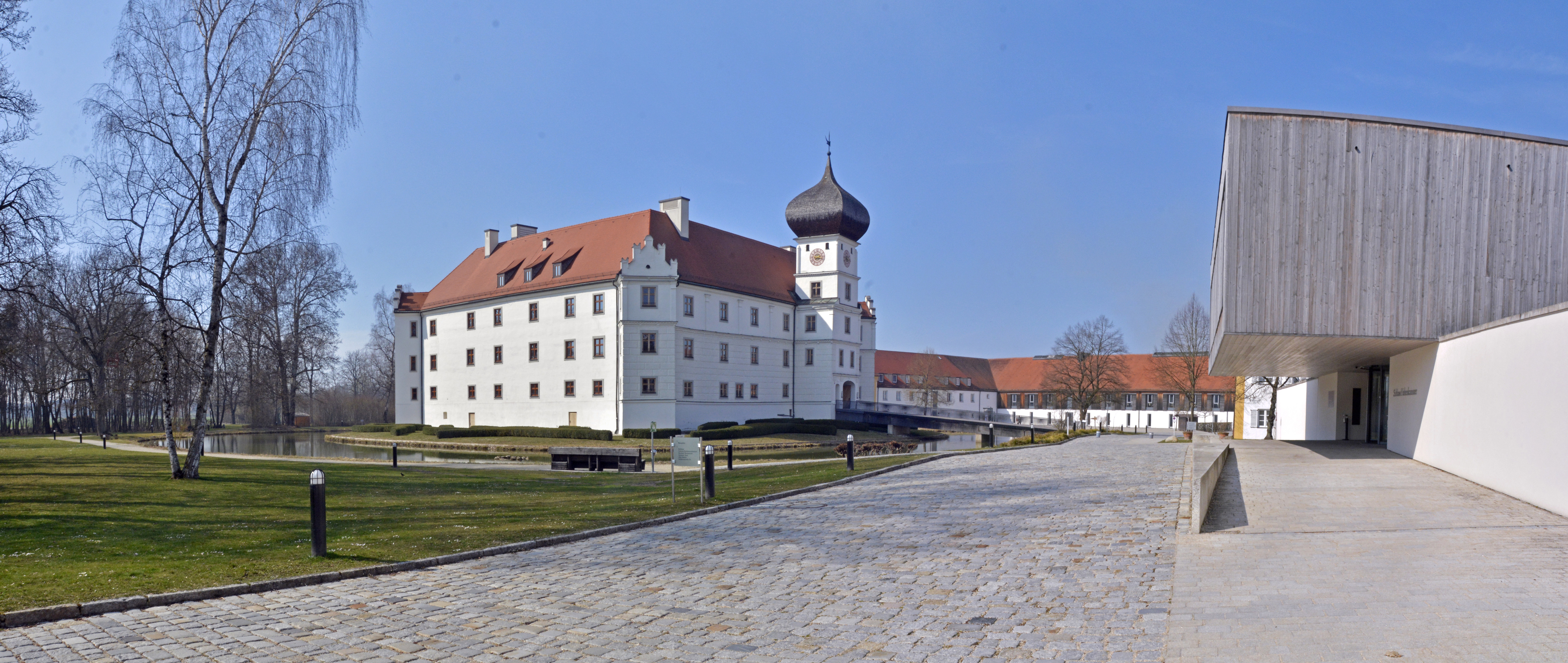
Schloss Hohenkammer (links) mit Tagungshotel Hohenkammer (rechts)
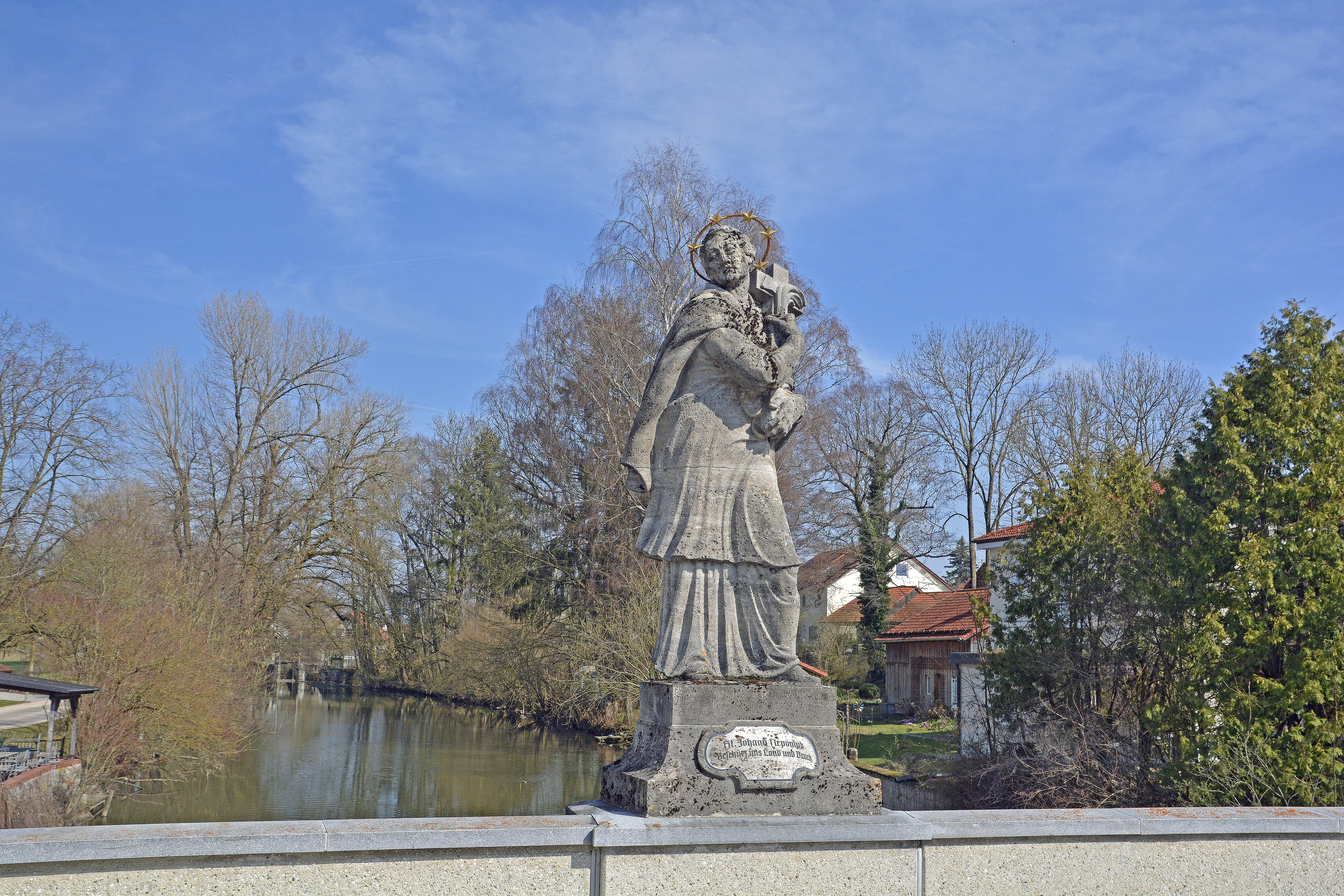
St. Nepomuk als Brückenheiliger auf der Glonnbrücke in Hohenkammer
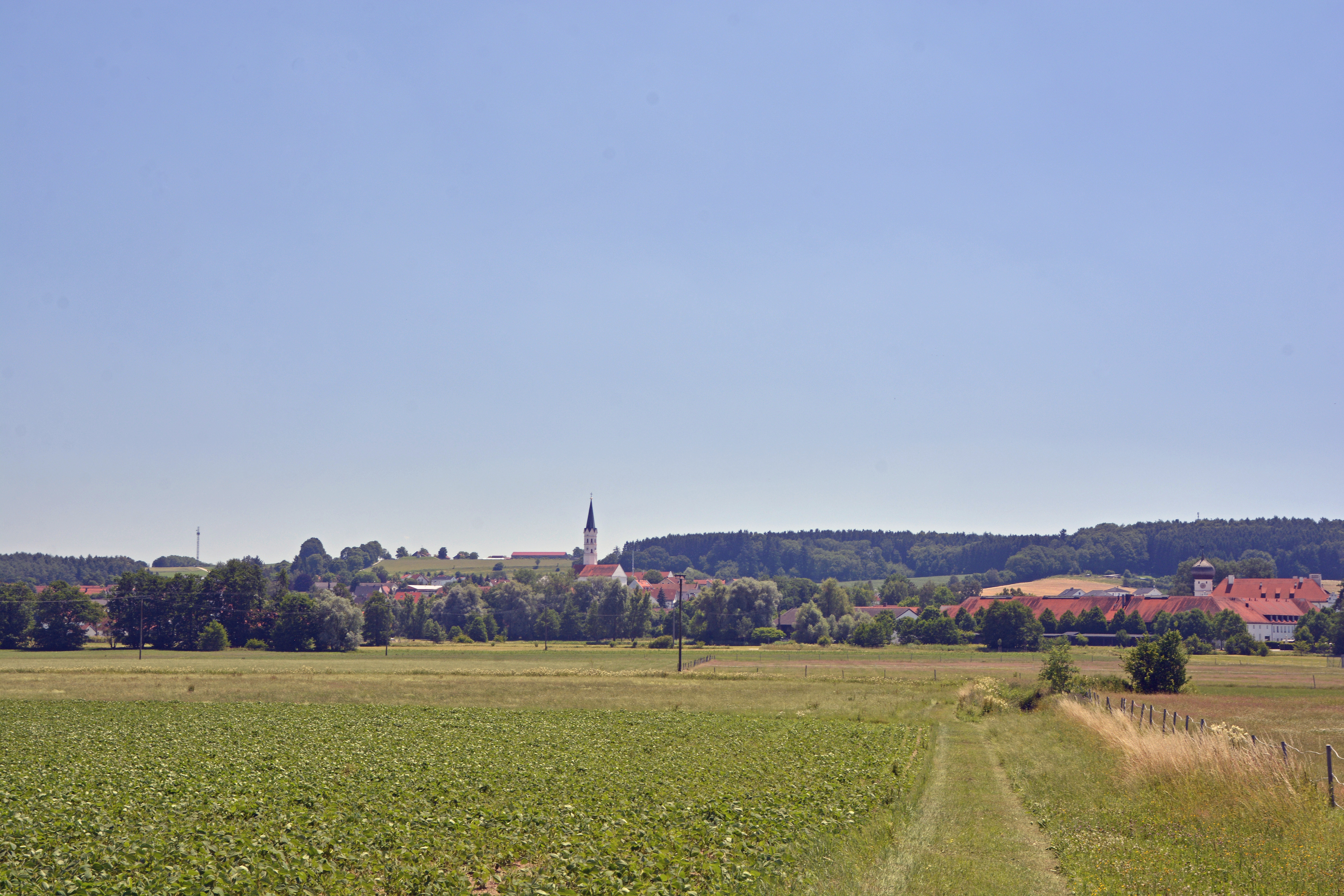
Hohenkammer(Ansicht von Nord-Nordwesten) – rechts mit Schloss Hohenkammer

## Wirtschaft und Infrastruktur
Das Schloss ist nach wechselnden Eigentümern im Besitz der Münchener Rück, die ein Schulungszentrum durch die neu gegründete Akademie Schloss Hohenkammer betreibt.
Durch Hohenkammer führt die B 13 zwischen München und Ingolstadt. Die A 9 und der Bahnhof Petershausen sind jeweils fünf Kilometer entfernt. In Petershausen besteht Anschluss an die S-Bahn München sowie an die Regionalzüge nach München, Ingolstadt und Nürnberg (München-Nürnberg-Express). ÖPNV-Anschluss besteht mit den MVV-Buslinien 616, 619, 693 und 785.
Der ursprünglich als Handelsweg genutzte Altbaierischer Oxenweg verbindet den Ort heute als touristisch ausgeschilderter Rad- und Wanderweg mit dem benachbarten Petershausen und führt weiter bis Augsburg.
In der Gemeinde befindet sich ein kommunaler (Haus des Kindes) und ein katholischer Kindergarten sowie eine Grundschule. Darüber hinaus gibt es eine Gemeindebibliothek.
Seit 1947 besteht der Sportverein Hohenkammer, der zwei Fußballplätze und eine Sporthalle nutzen kann.

## Persönlichkeiten

### Söhne und Töchter der Gemeinde
- Franz Xaver Geisenhofer (1914–2000), Politiker (CSU)
- Theodor Mathieu (1919–1995), deutscher Politiker (CSU) und Oberbürgermeister von Bamberg

### Mit der Gemeinde verbundene Persönlichkeiten
- Ernst von Gagern (1807–1865), in den 1830er Jahren als Cooperator in Hohenkammer tätig
- Pat Zwingmann (* 1981), Synchronsprecher, Off-Sprecher, Hörbuch- und Hörspielsprecher, Sänger sowie Kraftsportler